# Resolució 918 del Consell de Seguretat de les Nacions Unides
La Resolució 918 del Consell de Seguretat de les Nacions Unides fou adoptada sense vot el 17 de maig de 1994. Després de reafirmar totes les resolucions del Consell de Seguretat sobre la situació a Ruanda, en particular les resolucions Resolució 872 (1993), 909 (1994) i 912 (1994), el Consell va expressar la seva alarma i condemna a la continuació de la violència a gran escala i va continuar imposant un embargament d'armes al país i va autoritzar una expansió de la Missió d'Assistència de les Nacions Unides per a Ruanda (UNAMIR).
El Consell de Seguretat va condemnar la violència i els nombrosos assassinats de civils a Ruanda i la impunitat amb la qual els armats podien operar. Es va destacar la importància dels acords d'Arusha signats a Arusha, Tanzània, i que totes les parts es comprometin a implementar, agraint a l'Organització de la Unitat Africana (OUA) els seus esforços en aquest respecte. El Consell va declarar que els milers de morts i gran nombre de refugiats i desplaçats constituïen una gran crisi humanitària amb violacions a gran escala del dret internacional humanitari. En aquest context, el Consell va considerar l'assassinat de membres d'un grup ètnic amb la intenció de destruir tal grup semblant un delicte punible sota el dret internacional. Es va instar a totes les parts a aturar la incitació a l'odi ètnic, especialment a través dels mitjans de comunicació.
Es va demanar al secretari general Boutros Boutros-Ghali que recopilés informació sobre el tiroteig de l'avió amb el president de Ruanda Juvénal Habyarimana i el president de Burundi Cyprien Ntaryamira i les violacions del dret internacional humanitari. Es va subratllar la necessitat urgent d'una acció internacional coordinada per pal·liar el patiment dels ruandesos, per la qual cosa era desitjable que el mandat de la UNAMIR s'ampliés per raons humanitàries.
Preocupat perquè la continuació de la situació constitueixi una amenaça per a la pau i la seguretat internacionals, el Consell va exigir el cessament immediat de les hostilitats, un alto el foc acordat i el final de la violència i la carnisseria a Ruanda. Tenint en compte això, el mandat de la UNAMIR es va ampliar per incloure:
(a) contribuir a la seguretat de les persones desplaçades i els refugiats, i l'establiment de zones humanitàries segures;
(b) proporcionar seguretat durant la distribució d'ajuda humanitària.
Es va reconèixer que la UNAMIR també hauria d'actuar en defensa pròpia contra persones que amenacen llocs protegits i poblacions i treballadors humanitaris, i va autoritzar un augment del nivell de força de la UNAMIR fins a 5.500 efectius. Això seria un augment dels 444 ja presents.
El secretari general havia demanat la redistribució dels observadors militars de Nairobi a Ruanda i portaria el batalló d'infanteria mecanitzat amb tota la força. També se li va demanar que informés sobre l'evolució de la situació sobre el progrés cap a un alto el foc, la disponibilitat de recursos, el mandat de la UNAMIR i la revisió de noves mesures. Es va demanar als Estats membres que proporcionessin personal a la UNAMIR, mentre que les parts de Rwanda van ser convidades a cooperar amb el seu mandat, garantint la seva seguretat i llibertat de circulació i tractant l'Aeroport Internacional de Kigali com a zona neutral .
El Consell, que ara actuava sota el Capítol VII de la Carta de les Nacions Unides, va imposar un embargament d'armes a Ruanda, prohibint la venda d'armes, municions, vehicles i equipament militar, equip de policia i recanvis al país. Es va establir un Comitè del Consell de Seguretat amb les següents tasques:
(a) buscar informació dels Estats membres sobre les accions que havien pres per aplicar l'embargament;
(b) examinar la informació sobre les violacions de l'embargament i discutir maneres d'augmentar l'eficàcia de l'embargament;
(c) recomanar mesures contra les violacions.
Es va demanar al Secretari General que informés al més aviat sobre les violacions del dret humanitari i, en cooperació amb l'OUA, per continuar els seus esforços per aconseguir una solució pacífica en el marc de l'acord de pau d'Arusha. Finalment, el Consell va decidir mantenir la situació en examen i anticipar un informe del Secretari General en cinc setmanes després de l'aprovació de la resolució actual sobre els esdeveniments a Ruanda.